# Zierliches Steintäschel
Das Zierliche Steintäschel (Aethionema coridifolium) ist ein Halbstrauch mit rosafarbenen bis purpurnen Blüten aus der Gattung der Steintäschel (Aethionema) innerhalb der Familie der Kreuzblütengewächse (Brassicaceae). Das natürliche Verbreitungsgebiet der Art liegt im Libanon und in der Türkei. Sie wird selten als Zierstrauch gepflanzt.

## Beschreibung
Das Zierliche Steintäschel ist ein bis zu 20 Zentimeter hoher, vieltriebiger Halbstrauch mit einfachen, dicklichen und aufsteigenden Trieben. Die Laubblätter sind 1 bis 2 Zentimeter lang, linealisch und stehen gedrängt an den Triebspitzen. Die Blütenstände sind dichte, kurze Trauben aus rosafarbenen bis purpurnen Blüten. Die Kronblätter der Blüten sind ein- bis dreimal so lang wie die Kelchblätter. Die Art blüht im Juni.

## Vorkommen und Standortansprüche
Das natürliche Verbreitungsgebiet liegt im Libanon, in Syrien und in der Südtürkei. Das Zierliche Steintäschel wächst in Steppen und Trockenwäldern auf trockenen bis frischen, schwach sauren bis stark alkalischen, sandigen, sandig-kiesigen oder sandig-lehmigen, nährstoffreichen Böden an sonnigen bis lichtschattigen Standorten. Die Art ist nässeempfindlich, wärmeliebend und meist frosthart.

## Systematik
Das Zierliche Steintäschel (Aethionema coridifolium) ist eine Art aus der Gattung der Steintäschel (Aethionema). Sie wird in der Familie der Kreuzblütengewächse (Brassicaceae) der Tribus Aethionemeae zugeordnet. Die Art wurde 1821 von Augustin Pyramus de Candolle erstmals gültig wissenschaftlich in Regni Vegetabilis Systema Naturale ... Band 2, Seite 561 beschrieben. Der Gattungsname Aethionema stammt aus dem Griechischen und leitet sich von aethes für „ungewöhnlich“ und nema für „Faden“ ab. Er verweist damit auf die ungewöhnliche Anordnung der an der Innenseite geflügelten Staubblätter. Das Artepitheton coridifolium leitet sich von Coris, dem Gattungsnamen der Stachelträubchen und folium, latein. für blättrig ab.

## Verwendung
Das Zierliche Steintäschel wird selten wegen ihrer Blüten als Zierstrauch verwendet.

## Nachweise